# 25 Августа
25 Августа (исп. Veinticinco de Agosto) — небольшой город на юге центральной части Уругвая, в департаменте Флорида.

## География
Расположен в 54 км от административного центра департамента, города Флорида, и в 80 км от Монтевидео. Через город проходит национальная автомобильная дорога № 77, в 7 км к северо-востоку от города она пересекается с дорогой № 11. Река Санта-Люсия формирует восточную границу города. Абсолютная высота — 19 метров над уровнем моря.

## История
Населённый пункт был основан 1 сентября 1875 года[уточнить]. Получил статус города (исп. Villa) 5 июля 1956 года, согласно постановлению № 12.297.

## Население
Население города по данным на 2011 год составляет 1849 человек
| Год  | Население |
| ---- | --------- |
| 1963 | 1586      |
| 1975 | 1750      |
| 1985 | 1711      |
| 1996 | 1727      |
| 2004 | 1794      |
| 2011 | 1849      |

Источник: Instituto Nacional de Estadística de Uruguay.